# Donatille Mukabalisa
Donatille Mukabalisa (Nyamata, 30 de juliol de 1960) és una advocada i política ruandesa, elegida presidenta de la Cambra de Diputats de Ruanda després de les eleccions parlamentàries ruandeses de 2013.

## Biografia
Va estudiar dret a la Universitat Lliure de Kigali. Va treballar a l'Organització Mundial de la Salut al final dels seus estudis i durant 16 anys al Programa de les Nacions Unides per al Desenvolupament.
Mukabalisa va decidir involucrar-se en la política l'any 2000, després del genocidi de Ruanda i el període de transició que va seguir a l'arribada de Paul Kagame com a president de la República. Va dir que els anys passats en un país on "els drets humans eren greument violats" la va empènyer a prendre una decisió per iniciar la seva lluita contra la injustícia. Es va unir al Partit Liberal, que en aquella època no era el partit governant sinó que donava suport al Front Patriòtic Ruandès de Paul Kagame. Va ser elegida diputada a les eleccions de 2003. Va mantenir el seu escó des de 2003 fins a 2008. De 2011 a 2013 es va convertir en senadora. Després va tornar com a diputada a la Cambra després de les eleccions legislatives de 2013 i com a candidata a la presidència de l'Assemblea malgrat els pocs escons del seu partit i va obtenir 78 vots sobre 80.